# Psychotria congesta
Psychotria congesta là một loài thực vật có hoa trong họ Thiến thảo. Loài này được Spreng. ex DC. miêu tả khoa học đầu tiên năm 1830.